# Masahuat
Masahuat es un distrito del municipio de Santa Ana Norte que pertenece al departamento de Santa Ana, ubicado en la zona occidental de El Salvador.
El distrito tiene una población de 2 762 habitantes y para su administración se lo divide en 5 cantones y 38 caseríos. El nombre de Masahuat procede del idioma náhuat y significa: río abundante de venados.
| Censo | Población | Cambio | Porcentaje |
| ----- | --------- | ------ | ---------- |
| 2007  | 3 393     | N/D    | N/D        |
| 2024  | 2 762     | -631   | -18.6%     |

## Geografía física

### Localización
Masahuat está ubicada a 108 kilómetros de la capital. El municipio está a una altitud de unos 390 metros sobre el nivel del mar, tiene una superficie de 71.23 kilómetros cuadrados.

### Hidrografía
El distrito está en la cuenca del Río Lempa que le pasa por en medio. Las subcuencas que están en el municipio son las de los Ríos El Coyolito, El Despoblado, El Palmo, Ipayo, y Honduritas.

### Orografía
El distrito esta dentro de tres unidades morfoestructurales, en la sección al este del río Lempa es la de Relieves de Masahuat y al oeste del río es la unidad del Valle superior del río Lempa. Una parte muy corta en el norte del municipio es parte de la unidad Valles y relieves intermedios de Metapán.

## Naturaleza

### Flora
La flora del distrito está compuesta de vegetación abierta predominantemente siempre verde latifoliada esclerófila en el este, y vegetación predominantemente caduca en época seca esparcida.

### Geología
El suelo del distrito está compuesto de latosoles de arcilla rojiza en el este y litosoles en el oeste.

## Historia
Los fundadores de Masahuat fueron los mayas chortís, los cuales en el siglo XIII empiezan a ser influidos por los pueblos pipiles. El nombre con el que bautizaron los mayas chortís a este asentamiento es desconocido. Los pipiles le dieron el nombre de Atempa Masahuat.
Conquistado y colonizado por los españoles en el siglo XVI, perteneció a la Alcaldía Mayor de San Salvador.  
De acuerdo a la relación geográfica hecha en 1740 por el alcalde mayor de San Salvador, Manuel de Gálvez Corral, el pueblo de San Juan Atepammasagua tenía una población de 24 indios y sus frutos eran el maíz, algodón y la crianza de gallinas. Para la visita del Arzobispo Pedro Cortés y Larraz, el pueblo, llamado en el documento San Juan Atecpam Mazagua, tenía una población de 80 personas divididas en 15 familias.
Desde 1786 formó parte del distrito o partido de Metapán que pertenecía a la Intendencia de San Salvador. 

### Pos-independencia
A finales de junio de 1854, se estaba construyendo el cabildo de pared doble, cubierto de teja y de 10 varas de largo. Para septiembre, solo se habían compuesto los caminos de su jurisdicción. Para octubre, la municipalidad tenía acopiado material para edificar la casa de Cabildo.
Originalmente fue parte del departamento de Sonsonate hasta que el decreto legislativo del 22 de febrero de 1855 creó el departamento de Santa Ana.
Para el 31 de diciembre de 1858, se había comprado una campana para la iglesia y se empedró el corredor del cabildo.
En el informe del gobernador del departamento de Santa Ana, Teodoro Moreno, hecho en el 15 de febrero de 1861 se informó que: había 30 niños asistiendo a la escuela de niños dirigida por don Reyes Herrera cuya dotación era de 6 pesos; Tenía 4 trapiches, 4 suertes de caña y 100 árboles de café en plantío; Para el año de 1860, los ingresos de la municipalidad eran 148 pesos y los egresos eran 129 pesos ½ real, quedando con una existencia de 18 pesos 7½ reales.
En el informe del gobernador Moreno hecho en el 15 de enero de 1862, se informó: que se reedificó el cabildo; había 16 niños asistiendo a la escuela de niños dirigida por don Tomás Martínez cuya dotación era de 6 pesos; la población era de 603 habitantes; para el año de 1861, los ingresos de la municipalidad eran 133 pesos 6¼ reales y los egresos eran 116 con 7½ reales, quedando con una existencia de 16 pesos 7 reales. Tenía 3 trapiches y 3 suertes de caña. Las producciones hechas en el mismo año de 1861 eran 75 quintales de azúcar, 5 zurrones de añil, 1 quintal de cueros de res al pelo, 88 quintales de arroz, 35 fanegas de frijol, 1050 fanegas de maíz y 10 quintales de pescado.
El alcalde electo para el año de 1863 era el señor don Iginio Aguilar.
En el año de 1867, el sector agrícola del municipio produjo 500 arrobas de azúcar.
En el 26 de abril de 1878, se hizo la primera visita al pueblo del gobernador de Santa Ana, Narcisco Avilés, en 15 años. En esta visita se describió como inaccesible en la estación de invierno, que su único patrimonio era el añil que había bajado de precio, reduciendo su producción agrícola a la plantación de granos de primera necesidad, porque aunque tenía grandes terrenos no todos eran buenos para otras plantas. Esto había causado la decadencia de la población cuyos habitantes en su mayor parte estaban viviendo dispersos en los valles y caseríos. Solo había una escuela de niños. Se dispuso al pueblo que el secretario municipal arregle el archivo desordenado en un armario seguro y competente, que se llamen nuevos vecinos por medio de los periódicos, ofreciéndoles terrenos gratis para el cultivo y para la construcción de edificios, con la condición de radicarse y cultivar dentro de 2 años por lo menos la mitad del terreno, que se funde una escuela de niñas solicitando del gobierno el subsidio de 8 pesos mensuales, debiendo usarse la casa de las cofradías para la escuela, y que la municipalidad provea de sus fondos. También se acordó que la municipalidad vigilará la administración de los fondos de las cofradías y la reedificación de la iglesia que no se estaba haciendo por "falta de impulso."
El alcalde para el año de 1905 era José María Sifontes. El 7 de mayo de ese año, don Tomás Martínez Muñoz de Texistepeque, en concepto de promotor fiscal eclesiástico, solicitó título de propiedad del solar que ocupaba la iglesia parroquial.

## Demografía
| Población | Población | Población | Urbano | Urbano  | Urbano  | Rural | Rural   | Rural   |
| Total     | Hombres   | Mujeres   | Total  | Hombres | Mujeres | Total | Hombres | Mujeres |
| --------- | --------- | --------- | ------ | ------- | ------- | ----- | ------- | ------- |
| 2,762     | 1,326     | 1,436     | 0      | 0       | 0       | 2,762 | 1,326   | 1,436   |

El municipio no cuenta con población urbana, según el censo de 2024. El 100% de sus habitantes, viven en zonas rurales. De hecho, el 78.7% del territorio del distrito, se clasifica como "zonas mayoritariamente deshabitadas". El resto, el 21.3% del territorio es clasificado como "zonas rurales dispersas".

### Migración
En el censo de 2024, había un total de 9 personas nacidas en el extranjero, es decir, son migrantes, representando el 0,33% de la población del distrito.
Mientras que 84 personas reportaron que su lugar de residencia era el distrito de Masahuat en mayo de 2019, pero que al momento de la realización del censo, ya no vivían en este distrito. De estos, 25 se habrían mudado a Metapán, 16 a Texistepeque, 13 a Santa Rosa Guachipilín y 11 a Santa Ana. Mientras el resto, a distintos distritos por todo el país.
Por otro lado, un total de 862 personas reportaron haber nacido en el distrito de Masahuat, pero que actualmente habrían migrado a otro distrito. 220 habrían migrado a Texistepeque, 181 a Metapán, 116 a Santa Ana, y 93 a Santa Rosa Guachipilín. El resto a distintos distritos por todo el país.

### Evolución
| 1770 | 1861 | 2007  | 2024  |
| ---- | ---- | ----- | ----- |
| 80   | 603  | 3,393 | 2,762 |

## Política

### Gobierno municipal

#### Alcaldía
El alcalde municipal es Carlos Landaverde, que dirige el municipio de Santa Ana Norte que es donde se encuentra este distrito.

#### Consejo Municipal
El consejo municipal está dividido en:
- Comisiones Municipales

- Sindicatura

- Auditoría Interna
- Secretaría Municipal
- Unidad de Acceso a la Información
- Comisión de la Carrera Administrativa Municipal

Bajo el Consejo Municipal esta el Despacho dividido en:
- Unidad de la Mujer
- UACI
- Unidad de Medio Ambiente
- Registro Municipal de la Carrera
- Contabilidad
- Tesorería
- Cuentas Corrientes
- Registro del Estado Familiar
- Servicios Públicos Municipales: Agua potable, aseo, alumbrado, cementerio, servicios de material pétreo